# Teaterkungen
Teaterkungen är ett musikaliskt konceptalbum med Stefan Andersson och som utkom den 16 mars 2011. Sångerna på albumet handlar om kung Gustav III och hans samtida. Albumet är kronologiskt historiskt upplagt. Teaterkungen är också titeln på den anknutna musikaliska föreställning, som spelats på olika svenska historiska spelplatser med Stefan Andersson.

## Inspelning
Albumet är producerat av Stefan Andersson och är inspelat i Livrustkammaren på Stockholms slott av Roger Krieg.

## Mottagande
Johan Lindqvist recenserade skivan i Göteborgs-Posten, och ansåg att den var bättre än Anderssons två tidigare skivor med historiskt tema. Lindqvist skrev: "Texterna är inte bara berättande utan rörande. Framförallt är musiken extremt välarrangerad, vacker. Bara man accepterar den lite teatrala sången, det finns ju också en scenföreställning kopplad till detta, så är Teaterkungen en fängslande upplevelse." Jessica Dalman på Dalarnas Tidningar kallade skivan "ett verkligt ambitiöst, snudd på galet, projekt". Dalman fortsatte: "Men Andersson ror det i land. Han ger trovärdig röst åt kungen, men också åt upproriska officerare och gärningsmannen Anckarström. ... Just den förmågan att levandegöra de historiska skeendena, oavsett om det är på hög politisk nivå eller högst personlig sådan, är Anderssons stora styrka."

## Låtlista
1. Vinter i Paris
2. Revolution
3. Af Chapman min vän
4. Kärlekens melodi
5. Gränssoldaten
6. Lyckoamuletten
7. 113 officerare
8. Anckarströms visa
9. Varningsbrevet
10. Kom och valsa med mig
11. Godkväll vackra mask
12. Känner du hur det bränns
13. General Pechlin

## Medverkande
- Stefan Andersson Sång och gitarr
- Magnus "Moffa" Thörnqvist Gitarr
- Sebastian Hankers Bas
- Janne Bjerger Trumpet
- Lennart Grahn Trumpet
- Lars-Göran Dimle Trombon
- Niclas Ryhd Bastuba
- Krister Pettersson Valthorn
- Hans-Christian Green Slagverk
- Nils-Petter Ankarblom Piano
- Sofia Karlsson Sång

## Listplaceringar
| Lista (2011) | Topplacering |
| ------------ | ------------ |
| Sverige      | 19           |